# تيري شانون
تيري شانون (بالإنجليزية: Terry Shannon)‏ هو سياسي أيرلندي، ولد في 12 يونيو 1962 في كورك في جمهورية أيرلندا. حزبياً، نشط في فيانا فايل.